# Бретт Росси
Бретт Росси (англ. Brett Rossi, настоящее имя — англ. Scottine Ross, род. 21 мая 1989 года) — американская супермодель, танцовщица, порноактриса и стендап-комик. Лауреатка премии AVN.

## Биография
Родилась в Фонтане, штат Калифорния, и была воспитана матерью и бабушкой в Южной Калифорнии. У её бабушки был опыт в модельной индустрии, который помог в развитии карьеры Бретт.
В августе 2017 года стала девушкой месяца порносайта Girlsway.

## Личная жизнь
Состояла в браке с Джонотаном Россом. Он подал на развод с Росси 18 июля 2013 года, и их развод был завершён в апреле 2014 года.
С ноября 2013 года находилась в отношениях с Чарли Шином. В октябре 2014 года Шин заявил о прекращении отношений за несколько недель до свадьбы, которая была запланирована на ноябрь.

## Премии и номинации
| Год  | Церемония  | Результат | Номинация                                         | Работа |
| ---- | ---------- | --------- | ------------------------------------------------- | ------ |
| 2012 | AVN Award  | Победа    | Trophy Girl                                       | н/д    |
| 2013 | AVN Award  | Номинация | Лучшая сексуальная сцена девушка-девушка          | н/д    |
| 2013 | XBIZ Award | Номинация | Лучшая сексуальная сцена девушка-девушка          | н/д    |
| 2014 | AVN Award  | Номинация | Лучшая сексуальная сцена девушка-девушка          | н/д    |
| 2014 | XBIZ Award | Номинация | Girl-Girl исполнительница года                    | н/д    |
| 2014 | XBIZ Award | Номинация | Лучшая сцена - All Girl (вместе с Дестини Диксон) | н/д    |
| 2017 | XBIZ Award | Номинация | Кроссовер-звезда года                             | н/д    |
| 2017 | XBIZ Award | Номинация | Performer Showcase of the Year                    | н/д    |
| 2017 | AVN Award  | Номинация | Лучшая сцена орального секса                      | н/д    |
| 2017 | AVN Award  | Номинация | Best Star Showcase                                | н/д    |
| 2017 | AVN Award  | Номинация | Лучшая сцена триолизма — B/B/G                    | н/д    |